# Massenya
Massenya (em árabe: ماسينيا; Māsīniyā) é uma pequena cidade localizada no centro-oeste do Chade. É a capital da província de Chari-Baguirmi e do departamento de Baguirmi. Fundada na primeira metade do século XVI, Massenya também foi a capital histórica do Reino de Baguirmi e a sede do mbang.
Situa-se no noroeste da Planície de Massenya, uma importante zona úmida no Sahel, que está sob a proteção da Convenção de Ramsar desde 2008, e também localizada às margens do rio Chari. A pequena cidade é servida pelo Aeroporto de Massenya.
Massenya está dividida em três distritos. O distrito de Baguirmi abriga o mercado principal e a residência do mbang baguirmi. O distrito de Haussa (ou hauçá) foi fundado pelo líder religioso árabe Gombo Maomé Omar Abacar, amigo próximo de Mbang Gaurangue, da Nigéria, que se tornou imã da grande mesquita até sua morte. O distrito de Sara abriga os prédios administrativos. Sua população é composta por diversas comunidades, incluindo saras, fulas, baguirmis, árabes, uadais, hajarais, bulalas, hauçás e canúris.

## História
A formação do Reino de Baguirmi (c. 1522-1608) coincide aproximadamente com o reinado dos primeiros quatro soberanos. Segundo a tradição, Dala Birni, o primeiro soberano, teria liderado um grupo de seguidores oriundos do território de Quenga por volta de 1522. Esse grupo teria se estabelecido sob uma tamarineira (mas, em tar barma), onde uma jovem ama de leite fulani chamada Enya foi encontrada. Acredita-se que, em homenagem à árvore e à mulher, o assentamento formado ao redor do local tenha sido chamado Massenya, que se tornou a capital do reino.
A economia de Massenya floresceu no século XVII, especialmente devido ao comércio de escravos, que se intensificou na região. A cidade abrigava o palácio do sultão e um tribunal de justiça, e era protegida por um muro de sete milhas. Com exceção dos edifícios governamentais e de uma mesquita de pedra, a maior parte da cidade era composta por simples cabanas de barro.
Durante seu apogeu, Massenya foi o principal centro econômico do estado. Na década de 1850, sua população era estimada entre 15 000 a 25 000 habitantes. A cidade era protegida por uma muralha de sete metros de altura e, exceto pela mesquita e o palácio, que foram construídos em pedra, todas as outras casas eram feitas de barro.
A hegemonia militar e comercial de Baguirmi, no entanto, enfrentou vários desafios. Entre 1650 e 1675, o Reino de Bornu reivindicou a soberania sobre Baguirmi, mas isso não impediu que os governantes de Baguirmi (os mbangs) enviassem invasores para Bornu. Mais significativa foi a reivindicação de suserania do colaque (sultão) Sabum de Uadai, que, aproveitando o declínio do poder de Baguirmi no final do século XVIII, lançou uma ofensiva em 1805. Ele capturou Massenya, massacrou o mbang e sua família, e subjugou a população local, escravizando muitos.
A invasão de Sabum marcou o início de um século de declínio para o Reino de Baguirmi, que passou a ser saqueado repetidamente pelos exércitos de Uadai. Massenya sofreu pesadas destruições, sendo parcialmente devastada pelos exércitos de Uadai durante um cerco em 1870. No entanto, a destruição final da cidade ocorreu em 1893, quando o exército de Rabi Azubair conquistou Baguirmi, destruindo completamente Massenya e marcando o fim do reino independente.